# Registersvällare

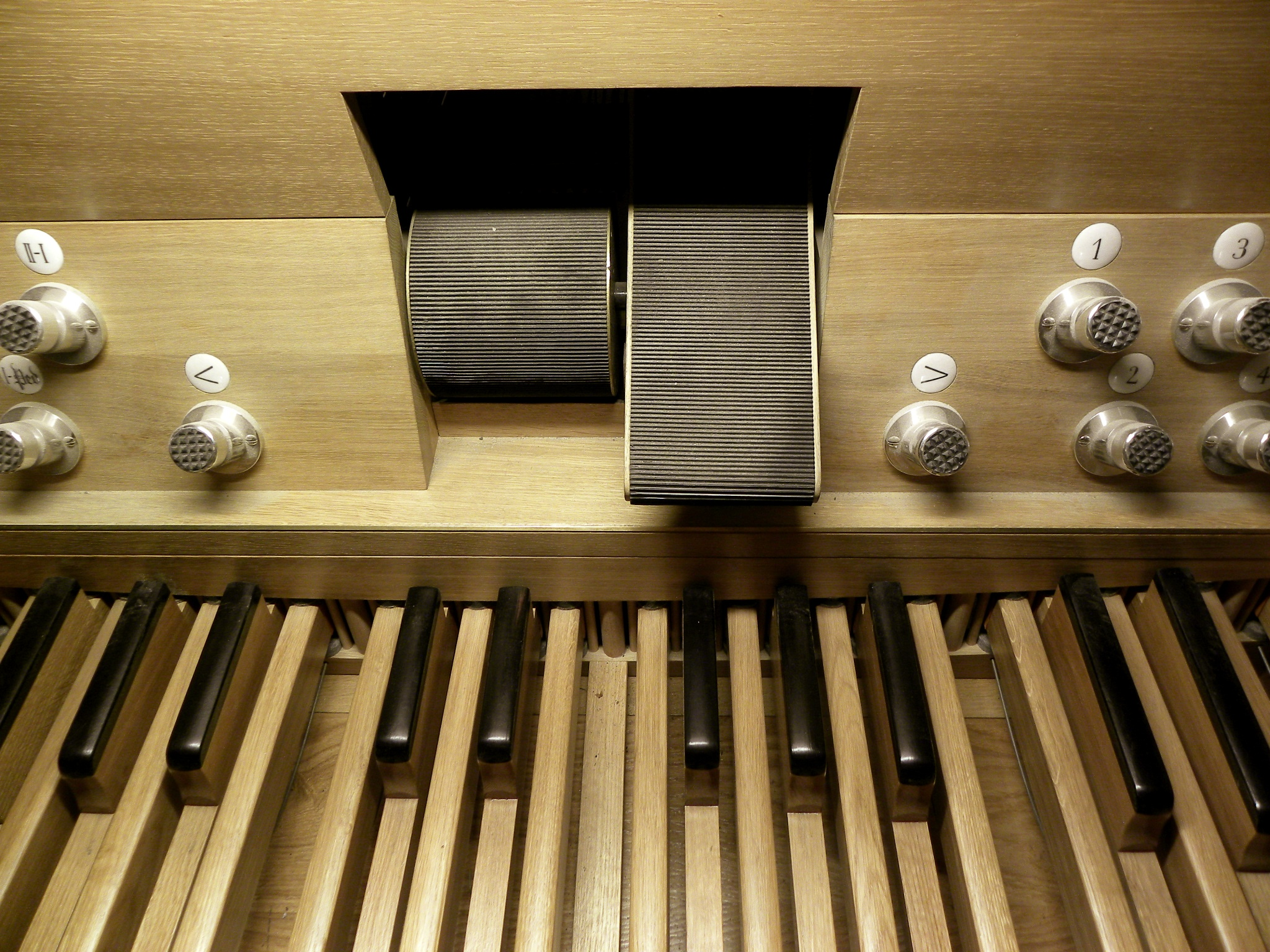
Rullsvällare (vänster) och crescendosvällare (höger)

Registersvällare används i piporglar för att reglera ljudstyrkan genom att successivt koppla till eller från flera register.
Vid nedtrampning av en balanstrampa eller snurrande på en rulle (rullsvällare) i spelbordet kan orgelns stämmor bringas i funktion i en viss på förhand bestämd ordning, börjande med den svagaste 8-fotsstämman och slutande med tutti (alla stämmor). Vid urtrampning tystas stämmorna ned i omvänd ordning.
Registersvällare lämpar sig enbart för piporglar med rörpneumatisk eller elektrisk registratur.